# Фердинанд Георг Вальдмюллер
Фердина́нд Гео́рг Вальдмю́ллер (нім. Ferdinand Georg Waldmüller) (15 січня 1793, Відень — 23 серпня 1865, Гінтербрюль, поблизу Медлінгу) — один з найвідоміших австрійських художників XIX століття.
Видатний пейзажист і портретист, майстер натюрморту та жанрового живопису, піонер пленерного живопису, Фердинанд Вальдмюллер і в другій половині століття залишався головою суворої реалістичної школи. У своїх полемічних статтях 1846—1857 він виступив проти традиційної академічної освіти і ратував за закриття Академії, хоча сам він був її вихованцем (1807—1813), а пізніше (1829—1858) і викладачем.

## Біографія
З 1807 по 1813 рік Вальдмюллер періодично відвідував заняття у віденській академії мистецтв, де вчився у Губерта Маурера та Йоганна Батіста Лампі. Тоді він заробляв на життя портретами-мініатюрами, а в 1811 році отримав посаду вчителя малювання в будинку графа Гюлая в Загребі. Тут він познайомився зі своєю першою дружиною — співачкою придворної опери Катаріною Вайднер, сестрою художника-портретиста Йозефа Вайднера. Весілля відбулося в 1814 році.
Подружжя Вальдмюллерів багато подорожувало по різних містах, де виступала Катаріна, зокрема у Бадені, Брно, Празі. Вальдмюллер в цей час оформлював театральні декорації. У 1814 році Катаріна отримала запрошення до віденського Театру біля Каринтських. У 1818 році Вальдмюллер брав уроки живопису олією у Йозефа Ланге, додатково займався пейзажем під керівництвом Йоганна Непомука Шедльбергера. Портрети залишалися головним жанром у творчості художника. У 1822 році портрети роботи Вальдмюллера виставлялися на виставці в Академії св. Анни.
У 1825—1844 роках Вальдмюллер зробив декілька навчальних поїздок до Італії. У 1829 році отримав посаду хранителя картинної галереї в академії і звання професора. У 1830 р. він вперше відвідав Париж. У наступні роки художник створив кілька пейзажів Бад-Ішль, де він відпочивав влітку, і віденського Пратеру. У 1835 році Вальдмюллер отримав звання радника Академії, а в 1836-му разом з художником Йозефом фон Фюріхом Вальдмюллер склав каталог картинної галереї. Проте відносини з Академією мистецтв у Вальдмюллера зіпсувалися, оскільки він віддавав перевагу малюванню з натури замість академічного копіювання старих майстрів. Реформаторські пропозиції Вальдмюллера коштували йому спочатку художньої майстерні в академії, а потім і посади.
Розлучившись з першою дружиною в 1834 році, в 1851 році Вальдмюллер одружився з модисткою Анною Баєр. Опинившись у складній фінансовій ситуації в 1854 році, він був змушений виставити свої роботи в салоні мод своєї дружини. Міжнародне визнання знову прийшло до Вальдмюллера на виставці в Букінгемському палаці у Лондоні в 1856 році, на виставці історії мистецтва в Кельні в 1861 році, на міжнародній художній виставці в Лондоні в 1862 році і, зрештою, 1864 року гнів на милість змінив й імператор Франц Йосиф I.
Найвідомішими учнями Фердинанда Вальдмюллера є Ганс Канон, Антон Ромако і Адам Бреннер

## Творчість

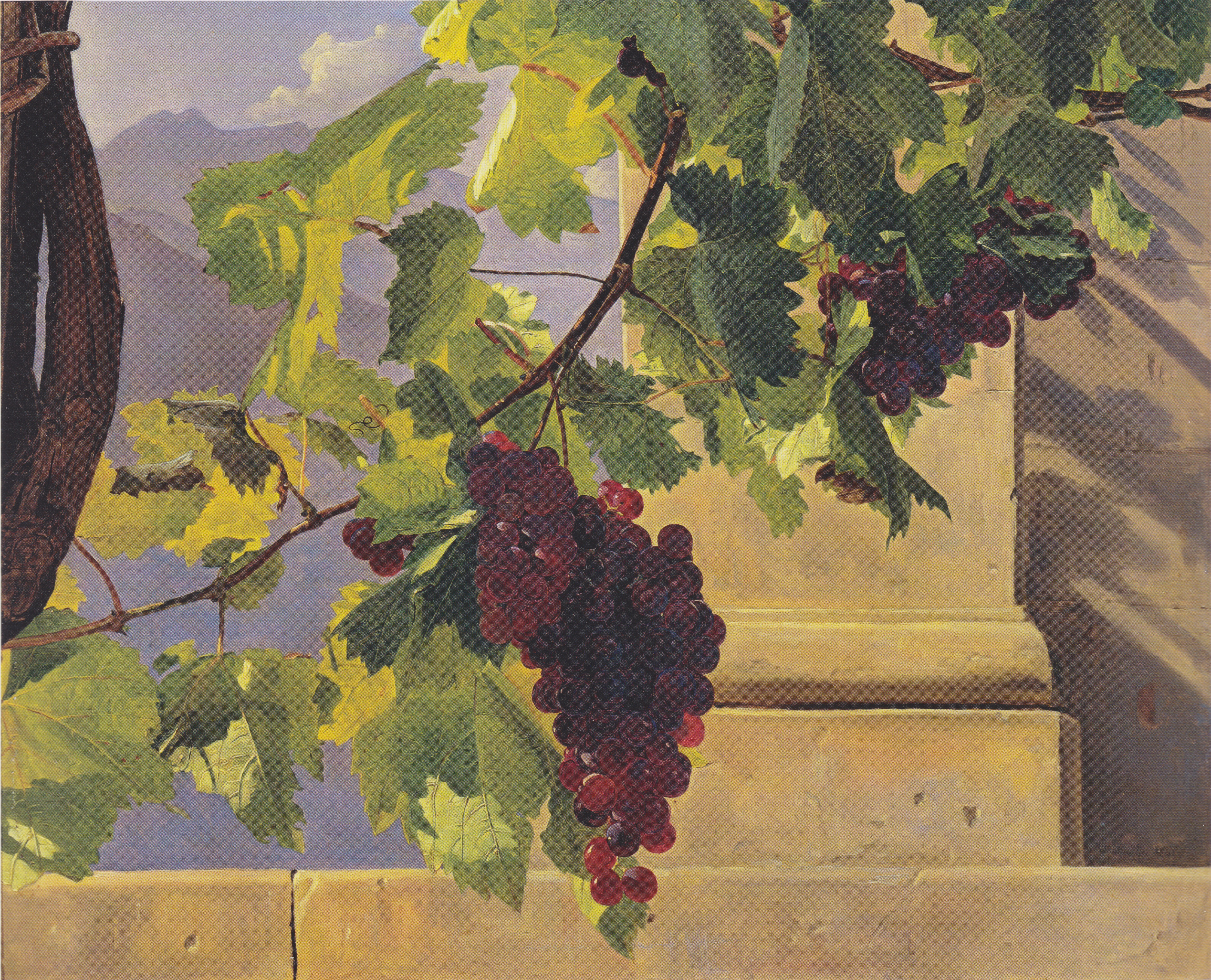
Виноградна лоза

Творчість Фердинанда Вальдмюллера є важливою віхою в історії живопису XIX століття. Його твори мали великий успіх, але він сам постійно перебував у скрутному матеріальному становищі. Ідеалом художника була не уявна реальність, а точність у трактуванні деталей — пишних форм, оповитих прозорим світлом. У виборі сюжетів Вальдмюллер все більше схилявся до тем, взятих зі світу повсякденності, — у пейзажі його приваблюють лу́ки Пратеру або Віденський ліс; моделі для своїх портретів він знаходить у віденському суспільстві передреволюційного періоду (до революції 1848); в своїх натюрмортах він зображує квіти і плоди віденських садів, а в жанрових картинах — життя городян або селян з околиць Віденського лісу.

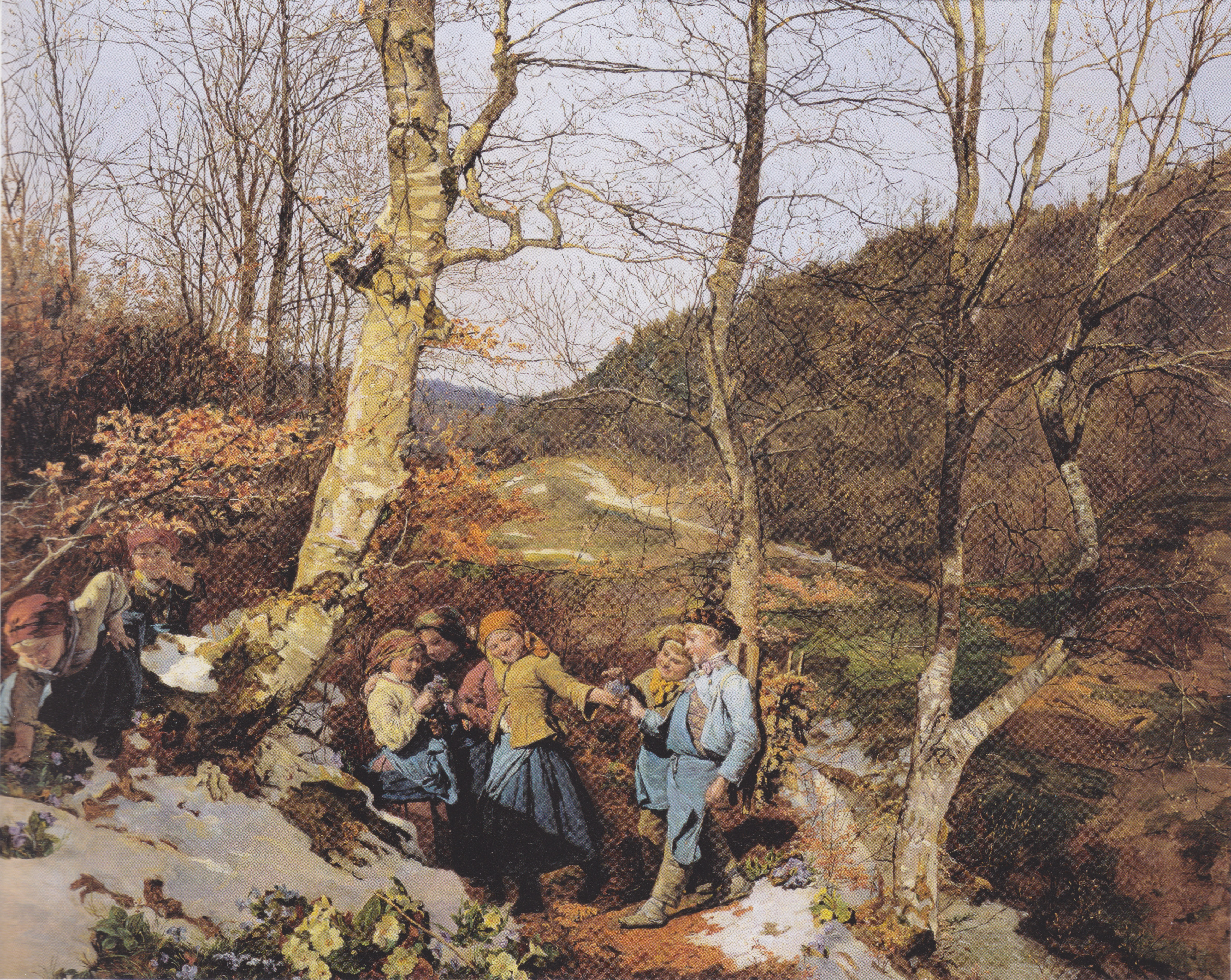
Рання весна у Віденському лісі

Незважаючи на його схильність до найсуворішої точності і віртуозності зображення, в його картинах завжди є якась духовна субстанція. Тонкою гармонією дихає куточок природи на невеликій картині із зібрання О. Рейнхарта (1832, Вінтертур). На портреті Луїзи Мейер (1836, Мюнхен) і парному до нього портреті її чоловіка (Нюрнберг, музей) ми бачимо втілення двох зовсім різних темпераментів і раптом виявляємо, що саме з цієї несхожості і народжується їх глибокий духовний зв'язок. Натюрморт «Виноградна лоза» (1642, Відень, Австрійська галерея у Бельведері) — де сонячні промені пронизують виноград, немов символізуючи пізню осінь.
У картині «Рання весна у Віденському лісі» (1864, Західний Берлін, Національна галерея) природа, що пробуджується гармонійно поєднується з дітьми, які збирають квіти (зразок справжньої поезії). Сьогодні Вальдмюллер вважається одним з найяскравіших художників епохи бідермайєра; найзначніше зібрання його робіт знаходиться в Австрійській галереї в Бельведері (Відень).

## Вшанування імені
На честь Фердинанда Георга Вальдмюллера в 1913 році в парку біля віденської ратуші був зведений пам'ятник роботи Йозефа Енгельгарта. На закритому католицькому цвинтарі Мацляйнсдорф, де похований Фердинанд Вальдмюллер, у 1923 році був розбитий парк, що був названий його ім'ям. Ім'ям художника названий також один із провулків Відня. До 100-річчя від дня смерті Вальдмюллера була випущена спеціальна поштова марка.

## Галерея

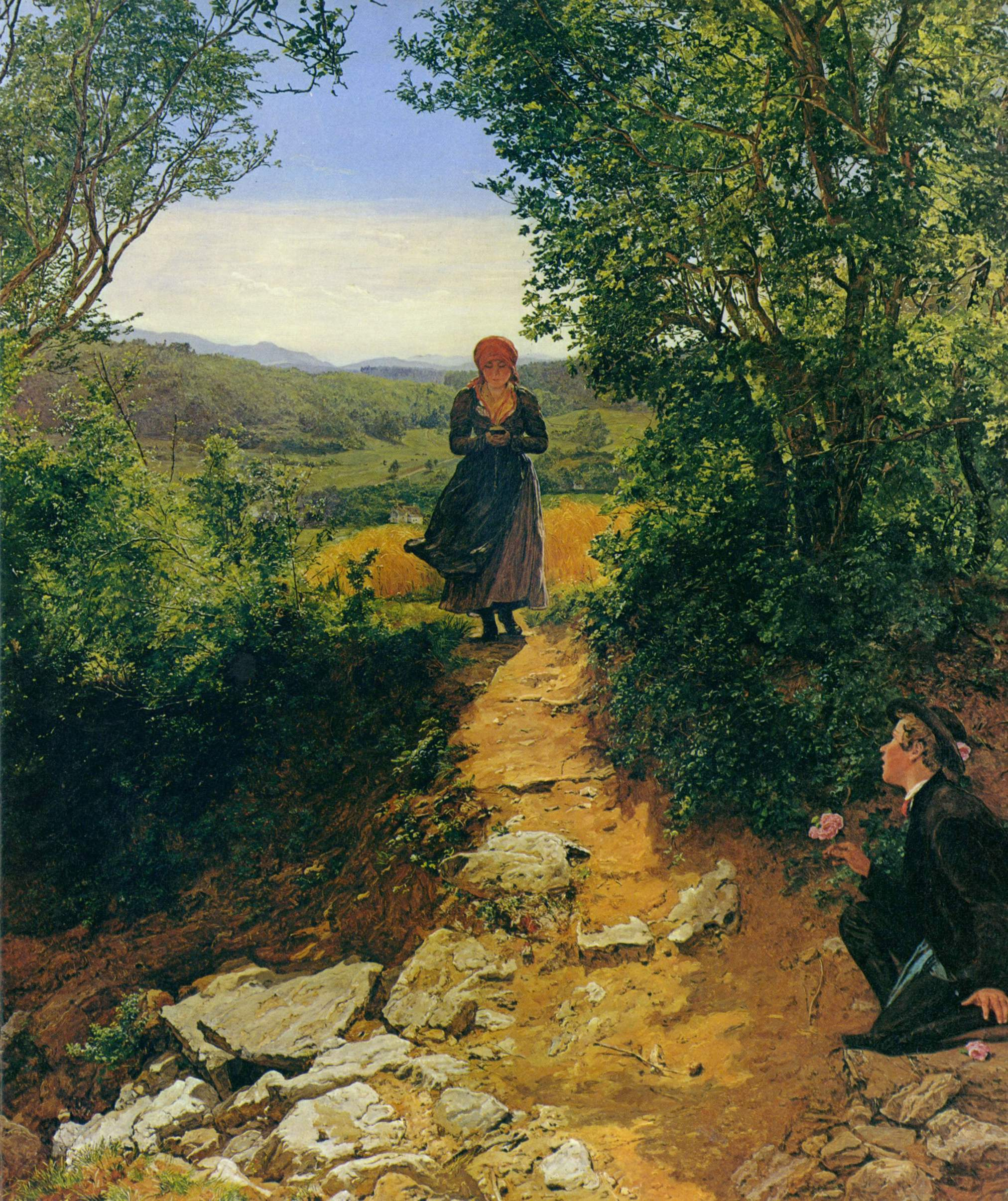
Та, яку чекають. 1860. Нова пінакотека. Мюнхен
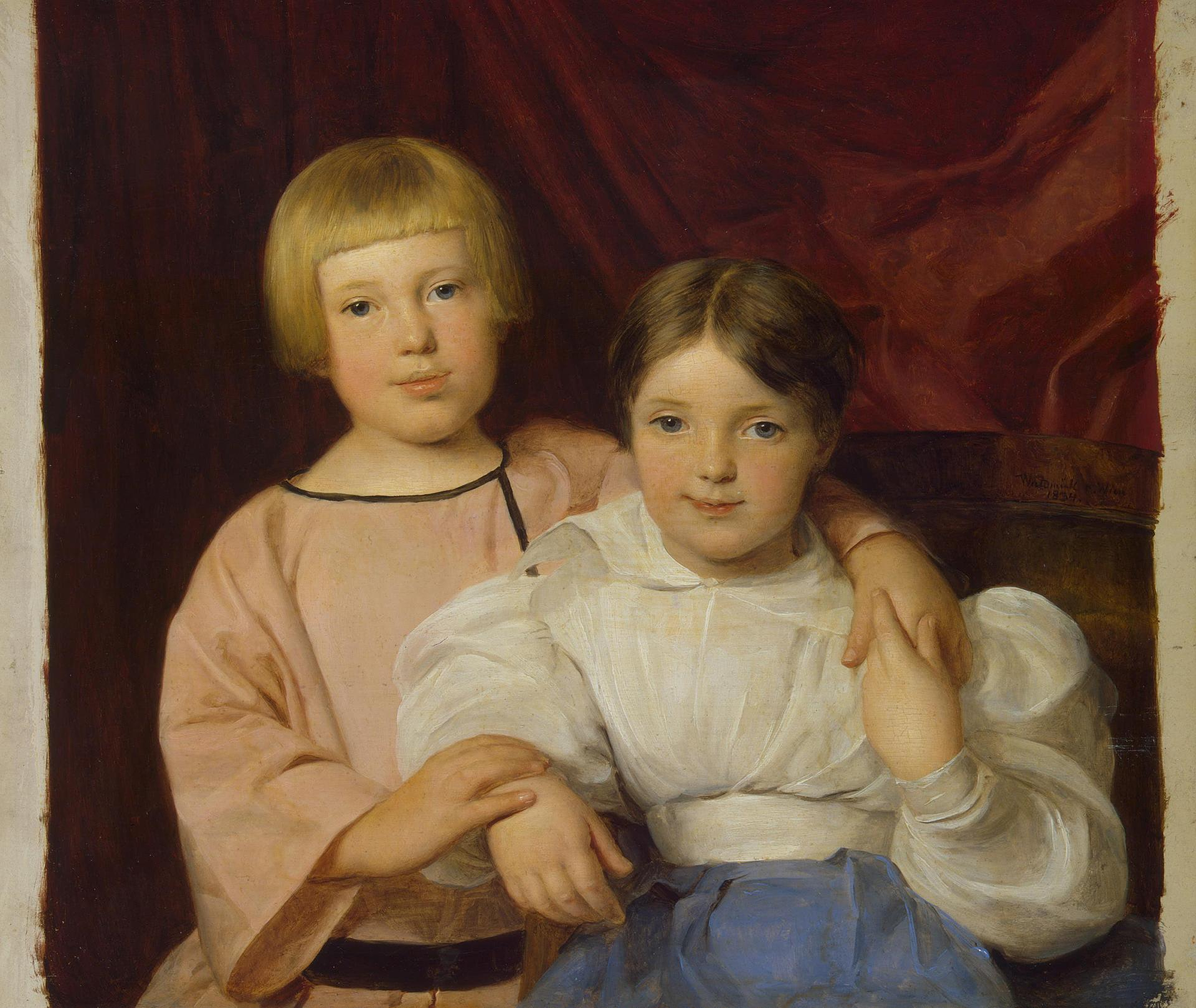
Діти. 1834. Ермітаж. Санкт-Петербург
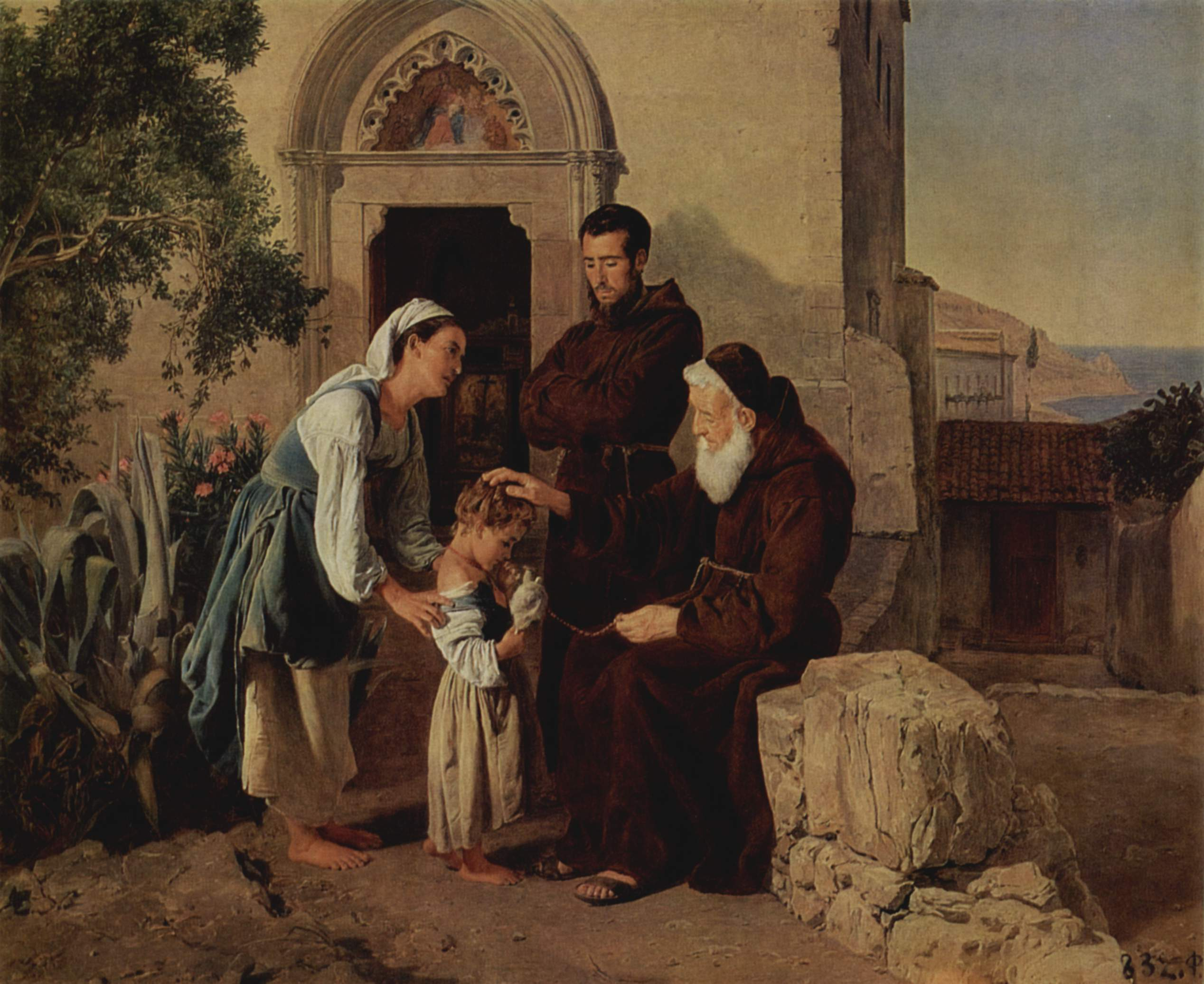
Біля монастирських воріт. 1846. Ермітаж. Санкт-Петербург
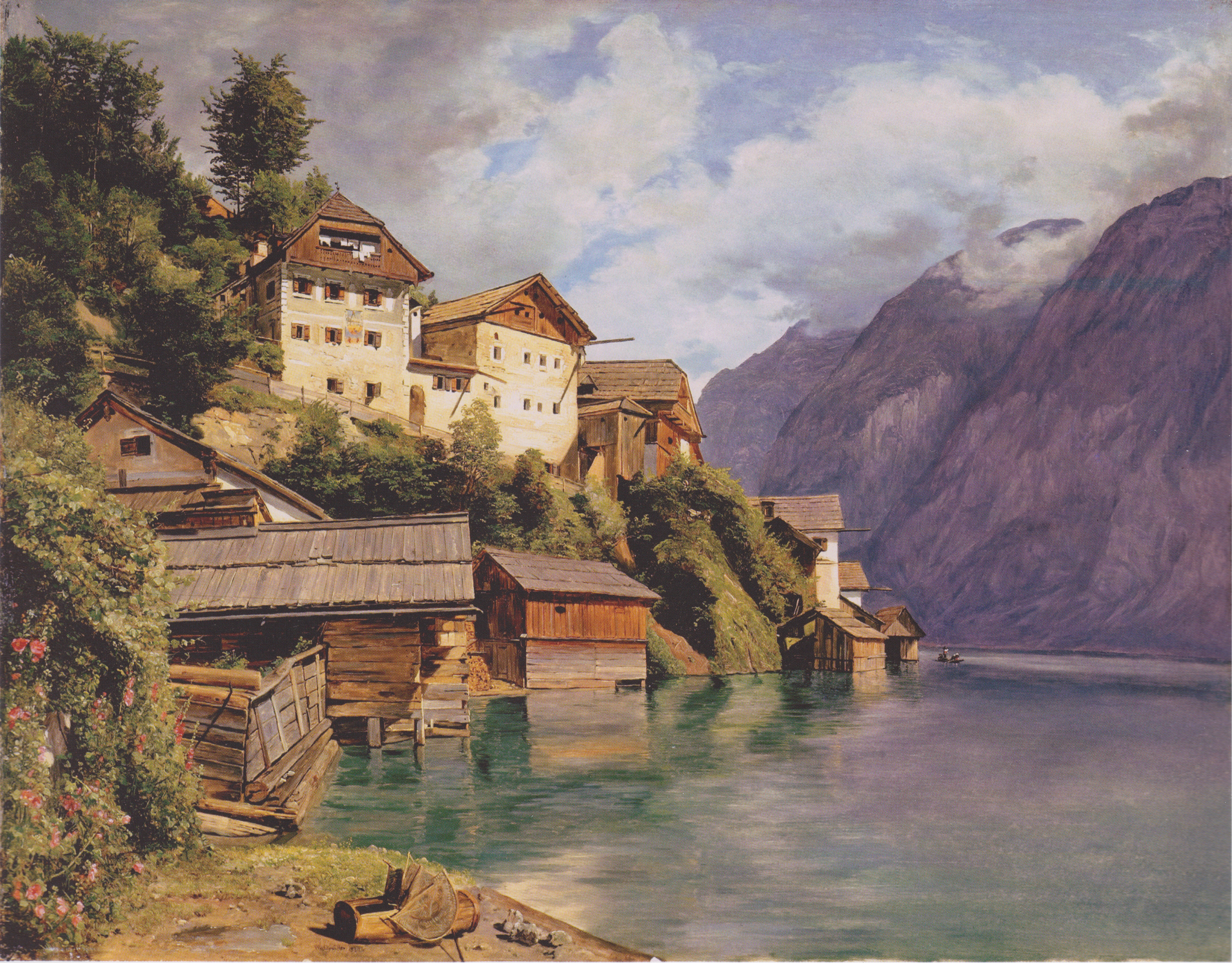
Гальштат. 1839. Зальцбурзький музей. Зальцбург.
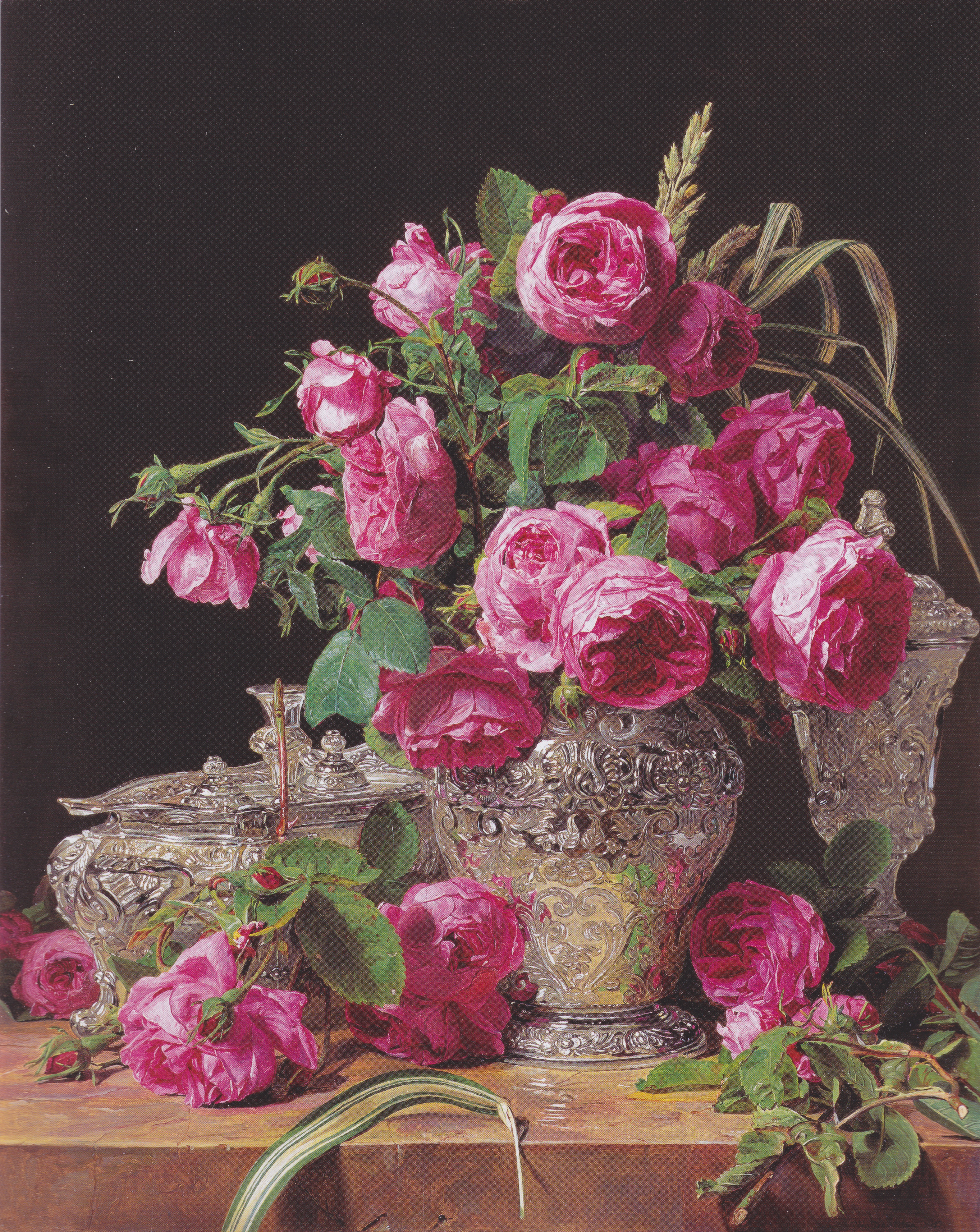
Троянди. 1843. Музей-Ліхтенштейн. Відень.
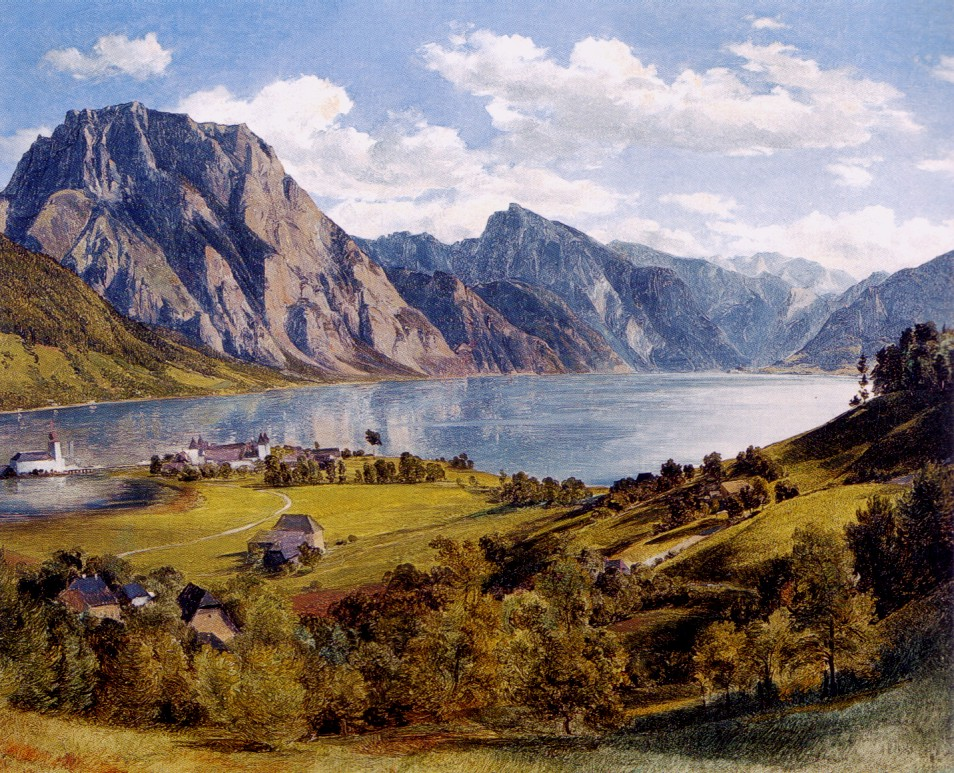
Озеро Траун із замком Орт. 1835.